# Ilbirs Bisjkek
Ilbirs Bisjkek är ett kirgizisk fotbollsklubb från Bisjkek i Kirgizistan. Klubben grundades år 2018.

## Historia
- 2018: Grundad som Ilbirs Bisjkek

## Meriter
Kirgiziska ligan:
- 6:e pl.: 2018, 2019, 2024

## Placering tidigare säsonger
| Säsong | Nivå | Liga           | Placering | Referens    |
| ------ | ---- | -------------- | --------- | ----------- |
| 2018   | 1    | Top Liga       | 6         | [ 2 ]       |
| 2019   | 1    | Premjer Ligasy | 6         | [ 3 ]       |
| 2020   | 1    | Premjer Ligasy | 8         | [ 4 ]       |
| 2021   | 1    | Premjer Ligasy | 7         | [ 5 ]       |
| 2022   | 1    | Premjer Ligasy | 8         | [ 6 ] [ 7 ] |
| 2023   | 1    | Premjer Ligasy | 8         | [ 8 ]       |
| 2024   | 1    | Premjer Ligasy | 6         | [ 9 ]       |
| 2025   | 1    | Premjer Ligasy |           | [ 10 ]      |